# Asperula molluginoides
Asperula molluginoides är en måreväxtart som först beskrevs av Friedrich August Marschall von Bieberstein, och fick sitt nu gällande namn av Heinrich Gottlieb Ludwig Reichenbach. Asperula molluginoides ingår i släktet färgmåror, och familjen måreväxter. Inga underarter finns listade i Catalogue of Life.